# Robben Ford
Pour les articles homonymes, voir Robben et Ford (homonymie).
Né le 16 décembre 1951 à Woodlake en Californie (États-Unis), Robben Lee Ford est un guitariste américain de blues, de rock et de jazz qui a mené jusqu'à présent une carrière musicale très diversifiée. Guitariste de blues avec Jimmy Witherspoon, de rock avec The Blue Line et de jazz avec Miles Davis, il a également derrière lui une longue carrière de guitariste solo et de musicien de studio.

## Biographie

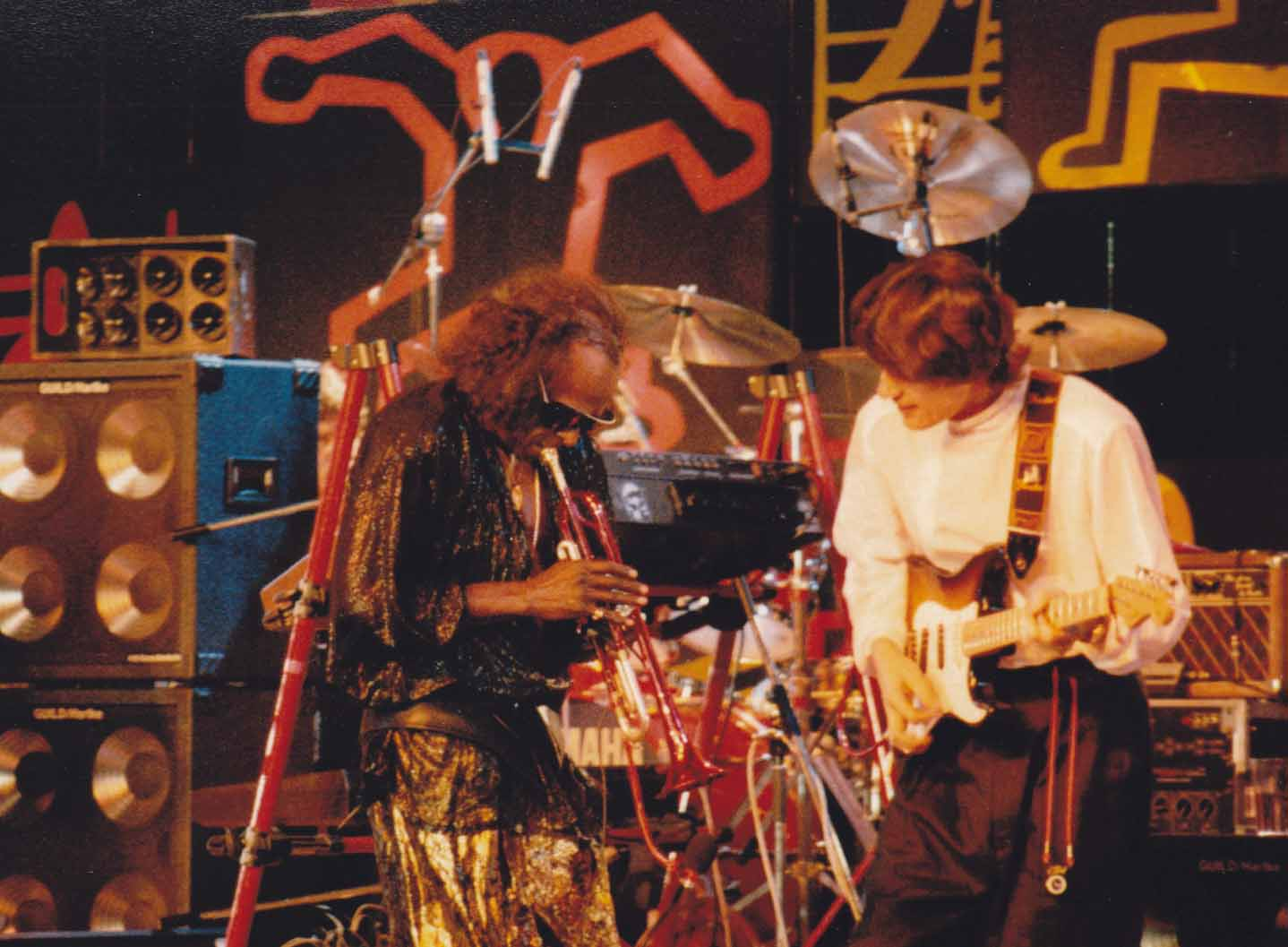
Miles Davis et Robben Ford au Festival de Montreux en 1986.

Robben Ford est le membre le plus célèbre d'une famille de musiciens. Il débute au saxophone dès l'âge de dix ans et se met à la guitare quatre ans plus tard. Il forme son premier groupe à 18 ans, le Charles Ford Band, avec ses frères Mark (harmoniciste) et Patrick (batteur), en l'honneur de leur père Charles. Très vite, ils partent en tournée avec le bluesman américain Charlie Musselwhite.
Il joue ensuite avec Jimmy Witherspoon en 1972-1973 puis fait partie du groupe L.A. Express qui accompagne notamment George Harrison en tournée et Joni Mitchell lors de l'enregistrement de The Hissing of Summer Lawns et Miles of Aisles en 1974.
En 1977, il fonde Yellowjackets, groupe avec lequel il joue jusqu'en 1983, tout en menant en parallèle une carrière de guitariste solo et de musicien de studio.
En 1986, il part en une tournée avec Miles Davis (il jouera notamment avec lui au Festival de Montreux) et poursuit ensuite avec Sadao Watanabe.
En 1992, il forme un groupe de blues, The Blue Line, avec lequel il enregistre plusieurs disques. En 1995, leur troisième album, Handful of Blues, est acclamé par la critique et rencontre également un énorme succès public.
Robben Ford poursuit cette fois en solo avec Tiger Walk (1997), The Authorized Bootleg (1998) et Supernatural (1999). En 2001, il enregistre un album hommage à The Paul Butterfield Blues Band et continue avec Blue Moon (2002) et Keep on Running (2003). Sortent ensuite City Life (2006) et Soul On Ten (2009).
En 2010, le temps de deux albums, Robben Ford monte un groupe éphémère avec Gary Novak, Michael Landau et Jimmy Haslip. En février 2013, après une longue tournée, Robben Ford revient avec un nouvel album solo : Bringing It Back Home avec Larry Goldings aux claviers, Harvey Mason à la batterie, David Piltch à la basse et Steve Baxter au trombone.
En 2014, fait marquant, il enregistre en une seule journée A Day in Nashville au studio Soul Kitchen à Nashville, Tennessee.
Enfin, en 2015, sort Into the Sun sur lequel une pléiade de talents l'accompagnent : Keb Mo, Warren Haynes, Robert Randolph, Sonny Landreth et la chanteuse ZZ Ward.
Robben Ford a été nommė cinq fois aux Grammy Awards.

## Matériel

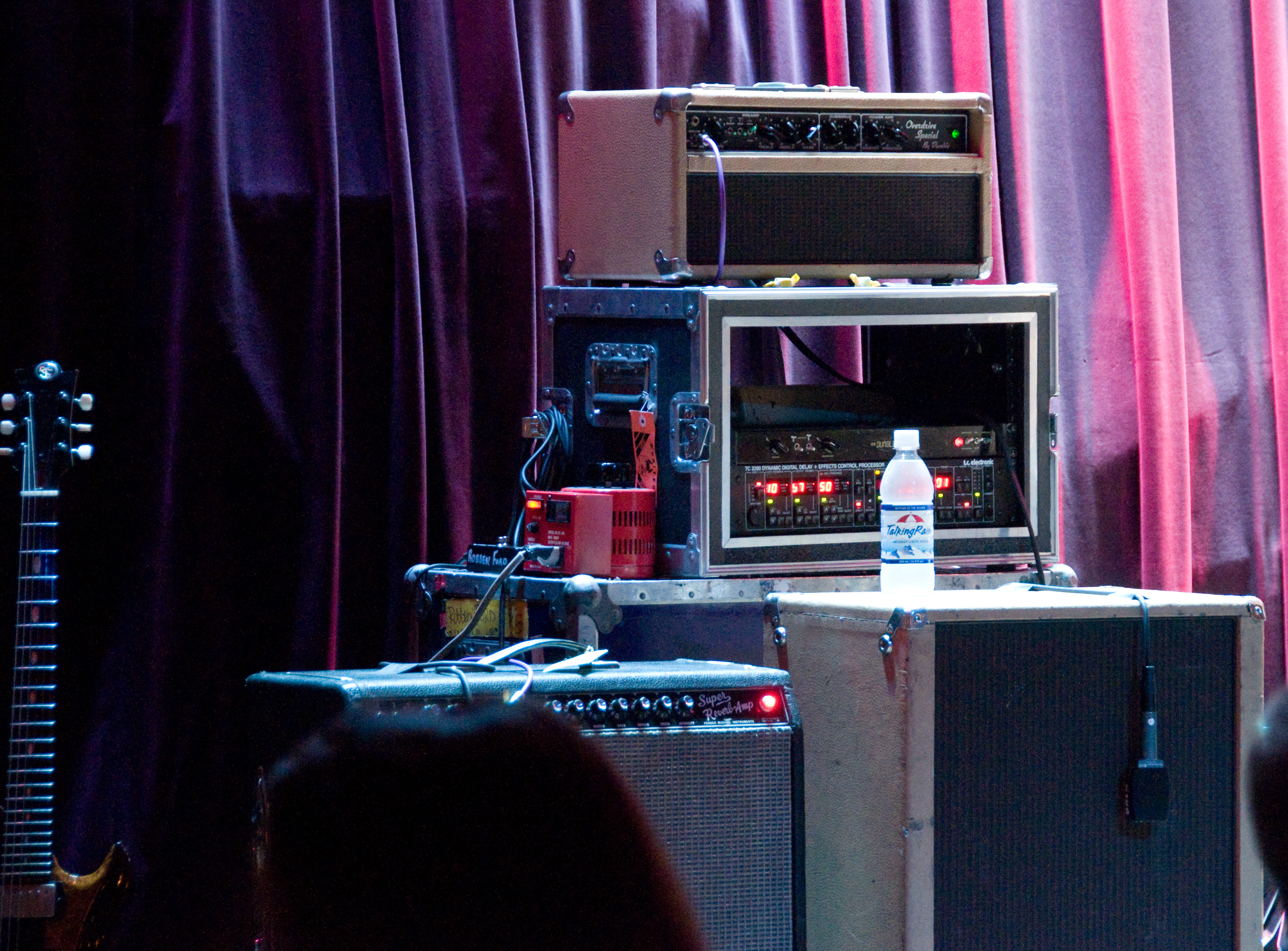
Le Dumble Overdrive Special de Robben Ford

### Guitares
Robben Ford considère la Guild Starfire III comme étant sa première bonne guitare électrique.
Avec Charlie Musselwhite et The Ford Band, il utilisa une Gibson L-5. Plus tard, avec Jimmy Witherspoon, il utilisa une Gibson Super 400.
Lorsqu’il commença à jouer avec L.A. Express et Joni Mitchell, il utilisa une Gibson ES-335 de 1958.
Lors de la tournée avec Miles Davis, on peut le voir jouer sur une Fender Stratocaster.
Après la sortie de l'album Talk to your Daughter en 1988, Robben Ford créa en partenariat avec Dan Smith de Fender un modèle Signature. Cette guitare était basée sur la Fender Master Series Esprit Ultra qui était produite de 1983 à 1986 au Japon. Trois variantes furent proposées : la Fender Robben Ford Elite FM (avec une table bombée en érable flammé), Fender Robben Ford Ultra FM (avec une table bombée en érable) et la Fender Robben Ford Ultra SP (avec une table bombée en épicéa). La guitare fut initialement produite au Japon. La production fut transférée au Custom Shop de Fender en 1994. La Fender Robben Ford Ultra SP fut produite jusqu’en 2002.
Plus récemment, il utilisa une Fender Telecaster de 1960, diverses Gibson Les Paul, SG et ES-335 et une Epiphone Riviera de 1966.

### Amplificateurs
Au début de sa carrière, il utilisa principalement des Fender Bassman et Super Reverb.
Il utilise depuis 1983 plusieurs amplificateurs de la marque Dumble, réputés pour leur richesse harmonique. Il possède le Dumble Overdrive Special avec le numéro de série 002 depuis 1983 et acheta un deuxième Overdrive Special fait sur mesure en 1993/4.

## Discographie

### Disques
- 1972 : Discovering the Blues
- 1972 : Sunrise
- 1972 : The Charles Ford Band
- 1976 : Schizophonic
- 1976 : Jimmy Witherspoon & Robben Ford Live
- 1976 : Jimmy Witherspoon & Robben Ford Live at Monterey Jazz Festival
- 1979 : The Inside Story
- 1983 : Love's A Heartache
- 1986 : Robben Ford
- 1988 : Talk to Your Daughter
- 1992 : Robben Ford & the Blue Line
- 1992 : Robben Ford & the Blue Line - I'm a realman
- 1992 : Jimmy Witherspoon & Robben Ford Live at the Notoden Blues Festival
- 1993 : Robben Ford & the Blue Line - Mystic Mile
- 1995 : Robben Ford & the Blue Line - Handful of Blues
- 1996 : Blues Connotation
- 1997 : Tiger Walk
- 1997 : Blues Collection
- 1998 : The Authorized Bootleg
- 1999 : Supernatural
- 1999 : Sunrise
- 2001 : A Tribute to Paul Butterfield
- 2001 : Anthology: The Early Years
- 2002 : Blue Moon
- 2003 : Keep on Running
- 2004 : The Ford Brothers - Center stage Live
- 2006 : City Life
- 2007 : Truth
- 2009 : Soul on Ten
- 2013 : Larry Carlton & Robben Ford - UNPLUGGED
- 2013 : Bringing It Back Home
- 2014 : A Day In Nashville
- 2014 : Live at Rockpalast
- 2015 : Into the Sun
- 2018 : Purple House
- 2021 : Pure

### Participations
- 1974 : Miles of Aisles de Joni Mitchell (live) et Dark Horse de George Harrison
- 1975 : The Hissing of Summer Lawns de Joni Mitchell
- 1979 : The inside story de Maria Muldaur
- 1979 : Down on the Farm de Little Feat
- 1981 : Hoy-Hoy! de Little Feat (Warner) avec Ry Cooder, Jim Keltner, Emmylou Harris, Linda Ronstadt
- 1981 : Yellowjackets, premier album (Warner)
- 1983 : Mirage à Trois des Yellowjackets (Warner)
- 1985 : Facts of Life de Brownie McGhee
- 1990 : Minor Elegance avec Joe Diorio (MGI Records)
- 1991 : Mark Ford and the Robben Ford Band
- 1996 : Fords and Friends de Patrick Ford
- 2002 : The Complete Miles Davis at Montreux 1973-1991 : volumes 10 et 11, Casino de Montreux le 17 juillet 1986
- 2015: Black Friday avec Ludovic Beier Quartet (City Records - Distribution Socadisc)
- 2016: Lost in Paris Blues Band de Paul Personne avec Ron Bumblefoot Thal, John Jorgenson, Beverly Jo Scott, Kevin Reveyrand et Francis Arnaud (Verycords).